# Prémios Screen Actors Guild 2009
O 15.º Prémios Screen Actors Guild homenageou os melhores em filmes e televisão no ano de 2008, foi realizada em 25 de janeiro de 2009. A cerimônia foi realizada no Shrine Exposition Center, em Los Angeles, California, pelo décimo terceiro ano consecutivo. Foi transmitido ao vivo simultaneamente pela TNT e TBS.
Os nomeados foram anunciados em 18 de dezembro de 2008 por Angela Bassett e Eric McCormack em Los Angeles, no "Pacific Design Center's Silver Screen Theater". Abaixo, encontra-se a lista dos vencedores.

## Vencedores e nomeados

### Screen Actors Guild Life Achievement Award
- James Earl Jones[4]

### Cinema
| Melhor Ator principal - Sean Penn – Milk como Harvey Milk - Richard Jenkins – The Visitor como Walter Vale - Frank Langella – Frost/Nixon como Richard Nixon - Mickey Rourke – The Wrestler como Randy "The Ram" Robinson - Brad Pitt – The Curious Case of Benjamin Button como Benjamin Button | Melhor Atriz principal - Meryl Streep – Doubt como Irmã Aloysius Beauvier - Anne Hathaway – Rachel Getting Married como Kym - Angelina Jolie – Changeling como Christine Collins - Melissa Leo – Frozen River como Ray Eddy - Kate Winslet – Revolutionary Road como April Wheeler  |
| Melhor Ator secundário - Heath Ledger – The Dark Knight como Coringa (póstumo) - Josh Brolin – Milk como Dan White - Dev Patel – Slumdog Millionaire como Jamal Malik - Robert Downey Jr. – Tropic Thunder como Kirk Lazarus - Philip Seymour Hoffman – Doubt como Padre Brendan Flynn | Melhor Atriz secundária - Kate Winslet – The Reader como Hanna Schmitz - Amy Adams – Doubt como Irmã James - Viola Davis – Doubt como Sra. Miller - Penélope Cruz – Vicky Cristina Barcelona como María Elena - Taraji P. Henson – The Curious Case of Benjamin Button como Queenie |
| Melhor Elenco - Slumdog Millionaire – Rubina Ali, Tanay Chheda, Ashutosh Lobo Gajiwala, Azharuddin Mohammed Ismail, Anil Kapoor, Irrfan Khan, Ayush Mahesh Khedekar, Tanvi Ganesh Lonkar, Madhur Mittal, Dev Patel e Freida Pinto - The Curious Case of Benjamin Button – Mahershala Ali, Cate Blanchett, Jason Flemyng, Jared Harris, Taraji P. Henson, Elias Koteas, Julia Ormond, Brad Pitt, Phyllis Somerville e Tilda Swinton - Doubt – Amy Adams, Viola Davis, Philip Seymour Hoffman e Meryl Streep - Frost/Nixon – Kevin Bacon, Rebecca Hall, Toby Jones, Frank Langella, Matthew Macfadyen, Oliver Platt, Sam Rockwell e Michael Sheen - Milk – Josh Brolin, Joseph Cross, James Franco, Victor Garber, Emile Hirsch, Diego Luna, Denis O'Hare, Sean Penn e Alison Pill | |
| Melhor Elenco de Dublês/Duplos - The Dark Knight - Hellboy II: The Golden Army - Indiana Jones and the Kingdom of the Crystal Skull - Iron Man - Wanted | |

### Televisão
| Melhor Ator em minissérie ou filme para televisão - Paul Giamatti – John Adams (HBO) como John Adams - Ralph Fiennes – Bernard and Doris (HBO) como Bernard Lafferty - Tom Wilkinson – John Adams (HBO) como Benjamin Franklin - Kevin Spacey – Recount (HBO) como Ron Klain - Kiefer Sutherland – 24: Redemption (Fox) como Jack Bauer | Melhor Atriz em minissérie ou filme para televisão - Laura Linney – John Adams (HBO) como Abigail Adams - Laura Dern – Recount (HBO) como Katherine Harris - Shirley MacLaine – Coco Chanel (Lifetime) como Coco Chanel - Phylicia Rashad – A Raisin in the Sun (ABC) como Lena Younger - Susan Sarandon – Bernard and Doris (HBO) como Doris Duke          |
| Melhor Ator em série dramática - Hugh Laurie – House, M.D. (Fox) como Dr. Gregory House - Jon Hamm – Mad Men (AMC) como Don Draper - Michael C. Hall – Dexter (Showtime) como Dexter Morgan - William Shatner – Boston Legal (ABC) como Denny Crane - James Spader – Boston Legal (ABC) como Alan Shore | Melhor Atriz em série dramática - Sally Field – Brothers & Sisters (ABC) como Nora Walker - Mariska Hargitay – Law & Order: Special Victims Unit (NBC) como Det. Olivia Benson - Holly Hunter – Saving Grace (TNT) como Grace Hanadarko - Elisabeth Moss – Mad Men (AMC) como Peggy Olson - Kyra Sedgwick – The Closer (TNT) como Det. Brenda Leigh Johnson |
| Melhor Ator em série de comédia - Alec Baldwin – 30 Rock (NBC) como Jack Donaghy - Steve Carell – The Office (NBC) como Michael Scott - Jeremy Piven – Entourage (HBO) como Ari Gold - Tony Shalhoub – Monk (USA Network) como Adrian Monk - David Duchovny – Californication (Showtime) como Hank Moody | Melhor Atriz em série de comédia - Tina Fey – 30 Rock (NBC) como Liz Lemon - America Ferrera – Ugly Betty (ABC) como Betty Suarez - Christina Applegate – Samantha Who? (ABC) como Samantha Newly - Mary-Louise Parker – Weeds (Showtime) como Nancy Botwin - Tracey Ullman – Tracey Ullman's State of the Union (Showtime) como vários personagens         |
| Melhor Elenco em série dramática - Mad Men (AMC) – Bryan Batt, Alison Brie, Michael Gladis, Jon Hamm, Aaron Hart, Christina Hendricks, January Jones, Vincent Kartheiser, Mark Moses, Elisabeth Moss, Kiernan Shipka, John Slattery, Rich Sommer e Aaron Staton - Boston Legal (ABC) – Candice Bergen, Saffron Burrows, Christian Clemenson, Taraji P. Henson, John Larroquette, William Shatner, James Spader, Tara Summers e Gary Anthony Williams - The Closer (TNT) – G. W. Bailey, Michael Paul Chan, Raymond Cruz, Tony Denison, Robert Gossett, Phillip P. Keene, Gina Ravera, Corey Reynolds, Kyra Sedgwick, J. K. Simmons e Jon Tenney - Dexter (Showtime) – Preston Bailey, Julie Benz, Jennifer Carpenter, Valerie Cruz, Kristin Dattilo, Michael C. Hall, Desmond Harrington, C.S. Lee, Jason Manuel Olazabal, David Ramsey, James Remar, Christina Robinson, Jimmy Smits, Lauren Vélez e David Zayas - House (Fox) – Lisa Edelstein, Omar Epps, Peter Jacobson, Hugh Laurie, Robert Sean Leonard, Jennifer Morrison, Kal Penn, Jesse Spencer e Olivia Wilde | |
| Melhor Elenco em série de comédia - 30 Rock (NBC) – Scott Adsit, Alec Baldwin, Katrina Bowden, Tina Fey, Judah Friedlander, Jane Krakowski, Jack McBrayer, Tracy Morgan, Maulik Pancholy e Keith Powell - Desperate Housewives (ABC) – Kendall Applegate, Andrea Bowen, Charlie Carver, Max Carver, Ricardo Antonio Chavira, Gary Cole, Marcia Cross, Dana Delany, James Denton, Lyndsy Fonseca, Rachel Fox, Teri Hatcher, Zane Huett, Felicity Huffman, Kathryn Joosten, Brent Kinsman, Shane Kinsman, Joy Lauren, Eva Longoria, Kyle MacLachlan, Neal McDonough, Joshua Moore, Shawn Pyfrom, Doug Savant, Nicollette Sheridan e Brenda Strong - Entourage (HBO) – Kevin Connolly, Kevin Dillon, Jerry Ferrara, Adrian Grenier, Rex Lee, Jeremy Piven e Perrey Reeves - The Office (NBC) – Leslie David Baker, Brian Baumgartner, Creed Bratton, Steve Carell, Jenna Fischer, Kate Flannery, Melora Hardin, Ed Helms, Mindy Kaling, Angela Kinsey, John Krasinski, Paul Lieberstein, B. J. Novak, Oscar Nuñez, Craig Robinson, Phyllis Smith e Rainn Wilson - Weeds (Showtime) – Demián Bichir, Julie Bowen, Enrique Castillo, Guillermo Díaz, Alexander Gould, Allie Grant, Justin Kirk, Hemky Madera, Andy Milder, Kevin Nealon, Mary-Louise Parker, Hunter Parrish, Elizabeth Perkins e Jack Stehlin | |
| Melhor Elenco de Dublês/Duplos - Heroes (NBC) - The Closer (TNT) - Friday Night Lights (NBC) - Prison Break (Fox) - The Unit (CBS) | |